# 法默斯堡 (印第安納州)
法默斯堡（英語：Farmersburg）是一個位於美國印地安納州沙利文縣的城鎮。

## 人口
根據2010年美國人口普查的數據，法默斯堡的面積為1.92平方千米，當中陸地面積為1.92平方千米，而水域面積為0.00平方千米。當地共有人口1118人，而人口密度為每平方千米582人。